# 帝人中央研究所爆破事件
帝人中央研究所爆破事件（ていじんちゅうおうけんきゅうじょばくはじけん）は、1974年11月25日に東京都日野市で発生した極左テロ組織、東アジア反日武装戦線「狼」グループによる爆弾テロ事件。連続企業爆破事件の一つである。

## 標的の来歴
標的となった帝人は、三菱重工業や三井物産のような大財閥系の企業ではないが、大屋晋三社長の下で多角的経営を行い、海外進出にも積極的であった。東アジア反日武装戦線は帝人の海外進出を「経済的侵略行為」として反発、テロの標的とした。

## 事件の概要
東アジア反日武装戦線「狼」グループは、1974年8月30日に起こした三菱重工爆破事件で多くの死傷者を出したことにショックを受けていたが、「大地の牙」グループの参入もあり、爆弾闘争継続の覚悟を決め、新たな爆弾テロに着手した。
11月25日午前3時、東京都日野市にある帝人中央研究所の配電盤室を消火器爆弾で爆破した。しかし、被害は軽微であり、三菱・三井ほどの注目は浴びなかった。最初は帝人本社を爆破する予定であったが、警察の意表を突くために中央研究所に変更した。